# 春田正毅
春田 正毅（はるた まさたけ、1947年9月27日 - 2022年1月25日）は、日本の化学者。東京都立大学名誉教授。名古屋工業大学特別招聘教授。触媒学会会長。金の触媒作用の研究の第一人者として知られる。

## 経歴
岐阜県多治見市出身。1966年名古屋高等学校卒業、1970年名古屋工業大学工業化学科卒業、1975年京都大学大学院工学研究科工業化学専攻博士課程修了。1976年工学博士（京都大学）。論文の題は「A study on the electrolysis in liquid hydrogen fluoride (液体フッ化水素中での電解反応に関する研究)」。
1976年から大阪工業技術試験所で主に水素の研究に従事し、1987年に金の触媒特性に関する論文を発表した。2001年からは産業技術総合研究所に移り、2005年から首都大学東京教授。2011年触媒学会会長。2013年からは、名古屋工業大学の特別招聘教授を兼任している。1994年にはウィーン工科大学の客員教授としてドイツに赴任した。
2020年東京都立大学大学院 都市環境科学研究科附属 金の化学研究センター研究アドバイザー、名誉教授、客員教授（～2021年3月）。

## 受賞歴
- 1992年 近畿化学協会第44回化学賞
- 1997年 大阪科学賞
- 1998年 科学技術庁長官賞（第24回研究功労者表彰）
- 2002年 触媒学会賞、IPMI Henry J. Albert Award
- 2010年 日本化学会賞
- 2012年 トムソン・ロイター引用栄誉賞]『金の触媒作用の独自な基盤的発見』
- 2014年 中日文化賞

## 編著
- 「センサ先端材料のやさしい知識」 オーム社 1995年
- 「金ナノテクノロジー その基礎と応用」 シーエムシー出版 2009年
- 「ナノ粒子」 日本化学会編 共立出版 2013年

## 参照
- Masatake Haruta
- 春田 正毅（はるた まさたけ）氏のバイオグラフィー トムソン・ロイター